# تیمکن (کانزاس)
تیمکن (به انگلیسی: Timken) شهری در ایالت کانزاس کشور ایالات متحده آمریکا است که جمعیت آن در سرشماری سال ۲۰۱۰ میلادی، ۷۶ نفر بوده‌است.